# Anortosito

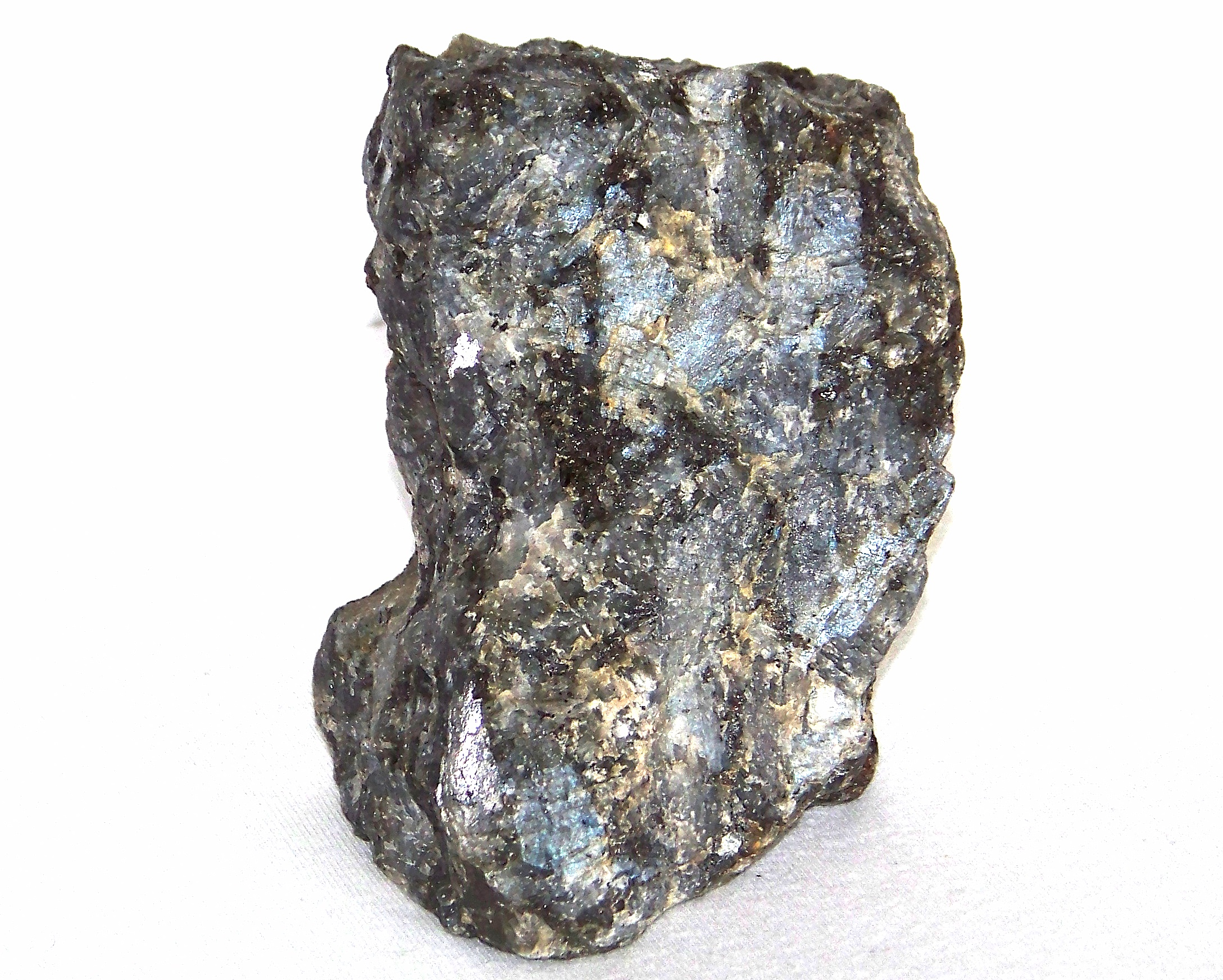
Anortosito da Polónia

Anortosito é um tipo de rocha magmática fanerítica de cor clara (leucocrata), intrusiva e ígnea, caracterizada por sua composição: principalmente feldspato plagioclase (90–100%), com uma composição máfica mínima (0–10%).
É rara na Terra, sendo volumétricamente insignificante. Na Lua, trata-se de um dos principais componentes da crosta. Em geral, anortositos lunares são muito mais antigos do que os depósitos terrestres, possuindo uma idade próxima à da Terra e da Lua.